# Сиприану, Мария
Мария де Консейсан Сиприану (порт. Maria de Conceição Cipriano; род. 18 декабря 1943, Рио-де-Жанейро) — бразильская легкоатлетка, выступавшая в прыжках в длину. Участница летних Олимпийских игр 1968 года.

## Биография
Мария Сиприану родилась 18 декабря 1943 года в бразильском городе Рио-де-Жанейро.
Выступала в легкоатлетических соревнованиях за «Фламенго» из Рио-де-Жанейро.
Трижды участвовала в Панамериканских играх: в прыжках в высоту в 1963 году в Сан-Паулу (1,59 метра) и в 1967 году в Виннипеге (1,66) заняла  4-е место, в 1971 году в Кали — 8-е (1,60).
В 1968 году вошла в состав сборной Бразилии на летних Олимпийских играх в Мехико. В прыжках в высоту заняли 11-е место, показав в финале результат 1,71 и уступив 11 сантиметров завоевавшей золото Милославе Резковой из Чехословакии.

## Личный рекорд
- Прыжки в высоту — 1,74 (1968)[1]